# Extrafiscalidade Ambiental e Desenvolvimento Sustentável
Extrafiscalidade Ambiental e Desenvolvimento Sustentável é um livro organizado por Paulo Adyr Dias do Amaral e Luiz Gustavo Levate que trata de reflexões sobre a ordem jurídica do Brasil e da Argentina, notadamente nos ramos ambiental e tributário.

## Produção e conteúdo
Resultante das atividades do Grupo de Pesquisa Tributação Regulatória e Extrafiscalidade (composto por Mestres em Direito), em intercâmbio com a Universidad de Buenos Aires (Profª Silvia Nonna, Profª Isabel Cristina González Nieves e Profª Nora Beatriz Lifschitz) e Universidad Austral (Prof. Alejandro Claudio Altamirano). O texto estuda a complexa zona de interseção entre Direito Tributário e Direito Ambiental, abordando o desenvolvimento sustentável como o grande desafio econômico do Século XXI – tanto para os países-irmãos quanto para o mundo inteiro. 